# Risco (Missouri)
Risco est une ville du comté de New Madrid, dans le Missouri, aux États-Unis,. Située à l'ouest du comté, elle est incorporée en 1934.

## Démographie
Lors du recensement de 2010, la ville comptait une population de 346 habitants. Elle est estimée, en 2016, à 321 habitants.

### Source de la traduction
- (en) Cet article est partiellement ou en totalité issu de l’article de Wikipédia en anglais intitulé « Risco, Missouri » (voir la liste des auteurs).